# Death rock
Genres dérivés
Dark cabaret, gothabilly
Le death rock est un sous-genre musical de punk rock apparenté au rock gothique, incorporant éléments d'horreur et atmosphères effrayantes, ayant émergé sur la côte ouest des États-Unis au début des années 1980.

## Caractéristiques
Les chansons de death rock utilisent de simple accords, des guitares et de la basse. Les morceaux de batterie répétitifs sont similaires à ceux du post-punk en signature 4/4. Pour créer l'atmosphère, des accords grattés sont souvent utilisés. Les paroles varient, mais parlent habituellement d'introspection, de surréalisme, et de thèmes sombres comme l'isolement, la désillusion, la vie et la mort. Les paroles de death rock et autres éléments stylistiques musicaux incorporent souvent des thèmes orientés films d'horreur et de science-fiction, qui mènent les groupes à adopter les styles de rockabilly et surf rock. Les structures sonores fréquemment simplistes, l'atmosphère oppressante et le rythme musical contraignent les chanteurs à travailler leurs émotions ; les chanteurs de death rock adoptent typiquement des voix différentes et sont fréquemment présents sur scène. Malgré son nom identique, le death rock n'est pas lié au death metal, qui est sous-genre violent du heavy metal.

## Étymologie
Le terme « death rock » est utilisé pour décrire un genre de rock 'n roll thématiquement lié lancé en 1958 avec la chanson Last Kiss de J. Frank Wilson. Ces chansons parlant d'adolescents morts adoptent un point de vue morbide mais romantique de la mort. Leader of the Pack des Shangri-Las est incontestablement le meilleur exemple d'usage du terme dans les années 1950 et 1960,.
Le terme death rock revient quinze ans plus tard en 1979 pour décrire le son de groupes punk originaires de la côte ouest américaine. Le terme provient probablement de l'une des trois sources : Rozz Williams, le membre fondateur des Christian Death, pour décrire la musique du groupe la presse musicale usant du terme pour décrire le punk dans les années 1950 ; et/ou du film They Eat Scum réalisé par Nick Zedd sorti en 1979.

## Histoire

### Origines
Les premiers groupes du genre, comme 45 Grave par exemple, s'inspirent d'anciens musiciens et groupes de rock 'n roll axés horreur durant la fin des années 1950 et début des années 1960 comme Bobby « Boris » Pickett et Zacherle avec Monster Mash ; Screamin' Jay Hawkins avec I Put a Spell on You ;  Screaming Lord Sutch and the Savages avec Murder in the Graveyard. Ces chansons utilisent des effets sonores créant une atmosphère oppressante, et parlant de sujets comme le cannibalisme d'une façon humoristique, et occasionnellement jouées dans des clubs death rock.
L'influence de l'horreur sur la musique rock continue dans les années 1970 avec les groupes Alice Cooper et Kiss. Rozz Williams note Alice Cooper et Kiss comme les inspirations de son enfance. 45 Grave reprend également un morceau d'Alice Cooper, School's Out. D'autres groupes glam rock qui ont influencé les premiers musiciens de goth/death rock impliquent The Doors, David Bowie, The Velvet Underground, Iggy Pop and the Stooges, The Cramps, T. Rex, New York Dolls, The Damned, MC5 et Richard Hell and the Voidoids. La plupart de ces groupes explorent des thèmes plus sombres, et incorporent souvent des thèmes visuels d'horreur à leurs concerts, ou utilisent des musiques de films d'horreur.
Les films d'horreur influencent directement les musiciens de death rock. D'après le chanteur de 45 Grave, Dinah Cancer, les films d'horreur italiens ont particulièrement influencé le style visuel de 45 Grave. Les films de zombie influence les musiciens de death rock, en particulier Night of the Living Dead (1968) de George A. Romero et ses suites. Return of the Living Dead (1985) de John Russo présente des chansons punk à sa bande originale influencent les autres groupes de death rock. Cependant, l'horreur n'est  pas l'unique inspiration du death rock. Les films noirs, le surréalisme, et les nombreuses iconographies religieuses inspirent les paroles et l'art visuel des groupes death rock.

### Émergence
Le death rock émerge initialement aux États-Unis dans les années 1970 comme un dérivé plus sombre du punk rock préexistant et de la scène musicale du hardcore de Los Angeles. La musique plus active et mieux documentée de la scène musicale death rock est celle de Los Angeles, qui se centre sur des groupes comme The Flesh Eaters (1977), Kommunity FK (1979), 45 Grave (1979), Christian Death (1979), Gun Club (1981), Super Heroines (1981), Pompeii 99 (1981), Voodoo Church (1981), Ex-VoTo (1982), Burning Image (1982), Radio Werewolf (1984) et Screams for Tina (1985),. Les premiers groupes de death rock de la côte ouest s'inspirent de la base du punk rock et y ajoute des paroles sombres, elles-mêmes inspirées des films d'horreur, des films noirs, du surréalisme et de l'imagerie religieuse. Quelques groupes mélangent punk hardcore à la musique gothique, plus notamment T.S.O.L, et Burning Image.